# Julie Malenfant
Julie Malenfant (1973) es una deportista canadiense que compitió en halterofilia. Ganó una medalla de bronce en el Campeonato Mundial de Halterofilia de 1993, en la categoría de 64 kg.

## Palmarés internacional
| Campeonato Mundial | Campeonato Mundial    | Campeonato Mundial | Campeonato Mundial |
| Año                | Lugar                 | Medalla            | Categoría          |
| ------------------ | --------------------- | ------------------ | ------------------ |
| 1993               | Melbourne (Australia) | Medalla de bronce  | 64 kg              |